# Cachoeirinha (Tocantins)
Cachoeirinha é um município brasileiro. Localiza-se ao norte do estado do Tocantins, na região do Bico do Papagaio, estando a uma altitude de 190 metros. Sua população estimada em 2018 era de 2.266 habitantes.